# Милування
Милува́ння — село в Івано-Франківському районі Івано-Франківської області. Входить до складу Тисменицької міської громади.

## Історія
Перша письмова згадка про село відноситься до 8 квітня 1437 року.
У податковому реєстрі 1515 року в селі документується 7 1/2 лану (близько 175 га) оброблюваної землі.
У 1905–1939 Товариство Вакаційних Осель під патронатом митрополита УГКЦ Андрея Шептицького провадило в селі літні дитячі табори («півоселі [Архівовано 6 грудня 2013 у Wayback Machine.]»).
В селі діяла сільськогосподарська школа за сприяння товариства «Просвіта».
У 1934-1939 рр. село входило до об’єднаної сільської ґміни Рошнюв Тлумацького повіту.
У 1939 році в селі проживало 1 500 мешканців, з них 1 480 українців-грекокатоликів і 20 українців-римокатоликів
За 1942-1944 роки з Милуванської сільради, у якій числилося 1420 мешканців, вивезено 310 осіб у Німеччину на примусові роботи.
За даними облуправління МГБ у 1949 р. у Тисменицькому районі підпілля ОУН найактивнішим було в селах Вільшаниця, Милування і Пшеничники.
До 2020 р. роль місцевої адміністрації виконувала Милуванська сільська рада.
З 2020 року, в результаті адміністративно-територіальної реформи було ліквідовано Милуванську сільську раду та Тисменицький район, а село увійшло до складу новоутвореної Тисменицької міської громади та новоутвореного Івано-Франківського району. Представництво місцевої адміністрації виконує староста Милуванського старостинського округу Тисменицької міської ради.

## Культура

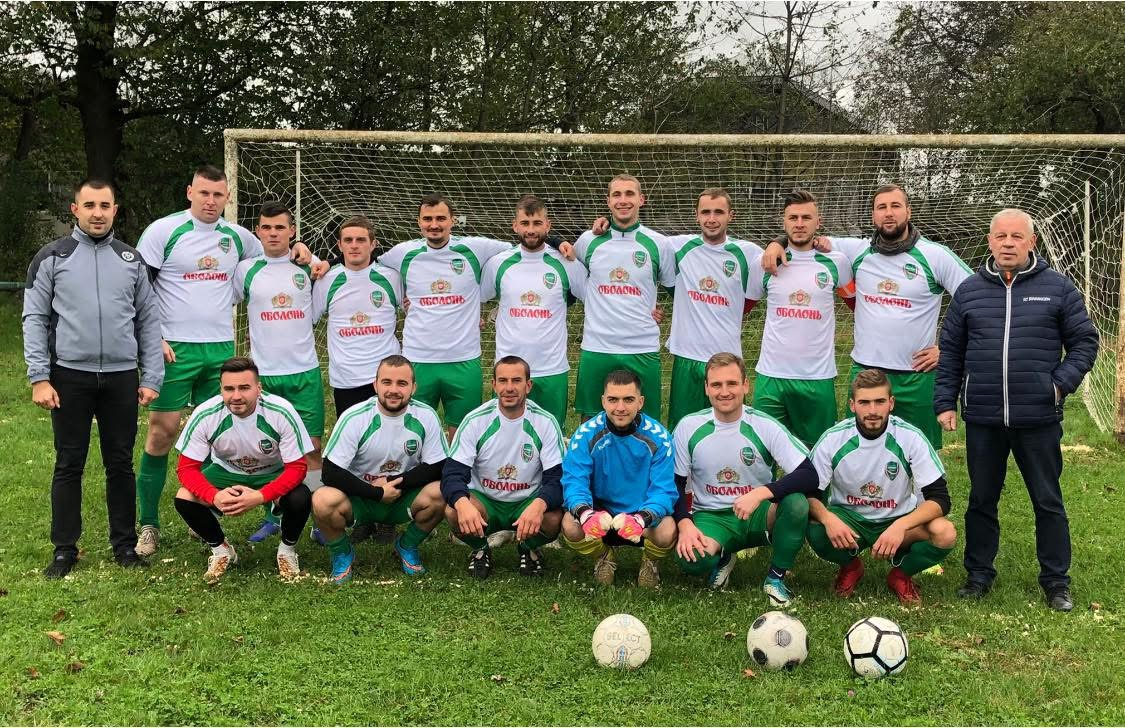
ФК "Оболонь"

В селі функціонує місцевий футбольний клуб "Оболонь" Милування, який регулярно бере участь в обласних футбольних змаганнях. 

## Населення

### Мова
Розподіл населення за рідною мовою за даними перепису 2001 року:
| Мова       | Кількість | Відсоток |
| ---------- | --------- | -------- |
| українська | 1131      | 99.65%   |
| російська  | 2         | 0.18%    |
| білоруська | 1         | 0.09%    |
| вірменська | 1         | 0.08%    |
| Усього     | 1135      | 100%     |

## Релігія
- церква Різдва Пресвятої Богородиці (1869; УГКЦ; мурована)[12].

## Відомі люди
- Фостун Святомир — український письменник і журналіст, громадський діяч, вояк УПА. Уродженець села.
- Гупан Нестор Миколайович — старший науковий співробітник лабораторії суспільствознавчої освіти Інституту педагогіки НАПН України, доктор педагогічних наук.

#### Загинули (померли) внаслідок російсько-української війни
- Серемчук Богдан Богданович (2 липня 1975 - 19 грудня 2022, поблизу села Яковлівка, Бахмутський район, Донецька область) - мешканець села Милування. Старший солдат, старший навідник кулеметного відділення кулеметного взводу стрілецького батальйону 10-ї окремої гірсько-штурмової бригади "Едельвейс" Збройних Сил України. Загинув під час артилерійського обстрілу при обороні України від російських окупантів. Посмертно нагороджений орденом "За мужність" III ступеня та Медаллю Івано-Франківської обласної ради «Лицар бойового чину».
- Волосянчук Микола Михайлович (16 грудня 1993 - 31 січня 2023, село Білогорівка, Бахмутський район, Донецька область) - уродженець села Милування. Гранатометник відділення взводу вогневої підтримки 10-та окремої гірсько-штурмової бригада "Едельвейс". Загинув при обороні України від російських окупантів.
- Сидоров Олександр Петрович (20 листопада 1997 - травень 2023) - уродженець села Милування. Військовослужбовець Національної гвардії України. Загинув при обороні України від російських окупантів.
- Дужик Андрій Олександрович (9 жовтня 1992 -15 грудня 2024) - уродженець                          села Милування. Військовослужбовець військової частини А1743. З квітня 2016 року до серпня 2018 року брав участь в АТО у Донецькій та Луганських областях. З початку повномасштабного вторгнення захищав Україну в Ірпені та Малині. У 2023 році за станом здоров'я був звільнений у запас.
- Гудима Роман Іванович (13 жовтня 1971 - 15 квітня 2025, поблизу села Торське, Краматорвський район, Донецька область) - уродженець села Милування. Старший сержант, кулеметник військової частини А3719 63-ї окремої механізованої бригади. Загинув при обороні України від російських окупантів.

## Галерея

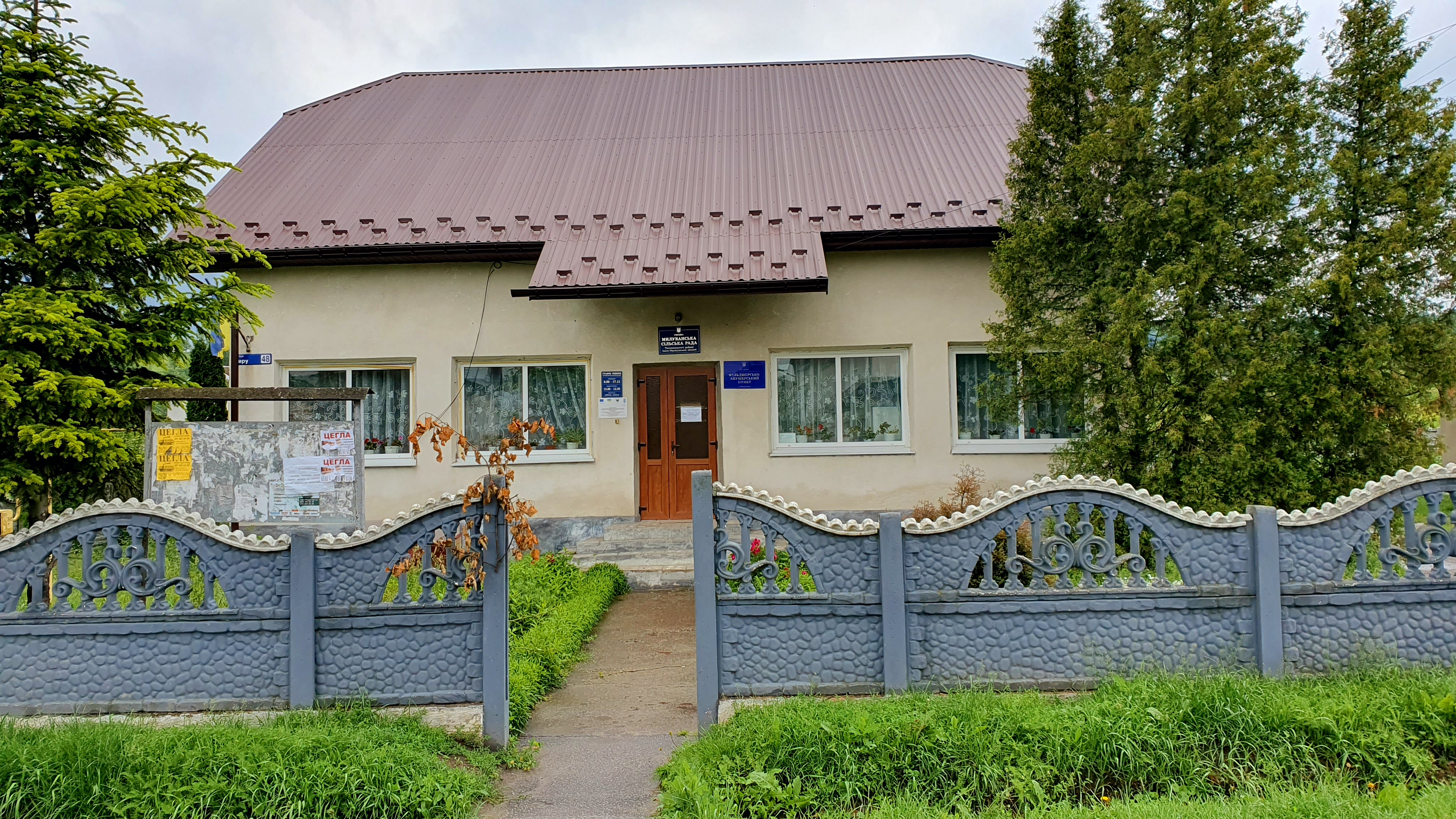
Адміністративна будівля (колишня сільрада)
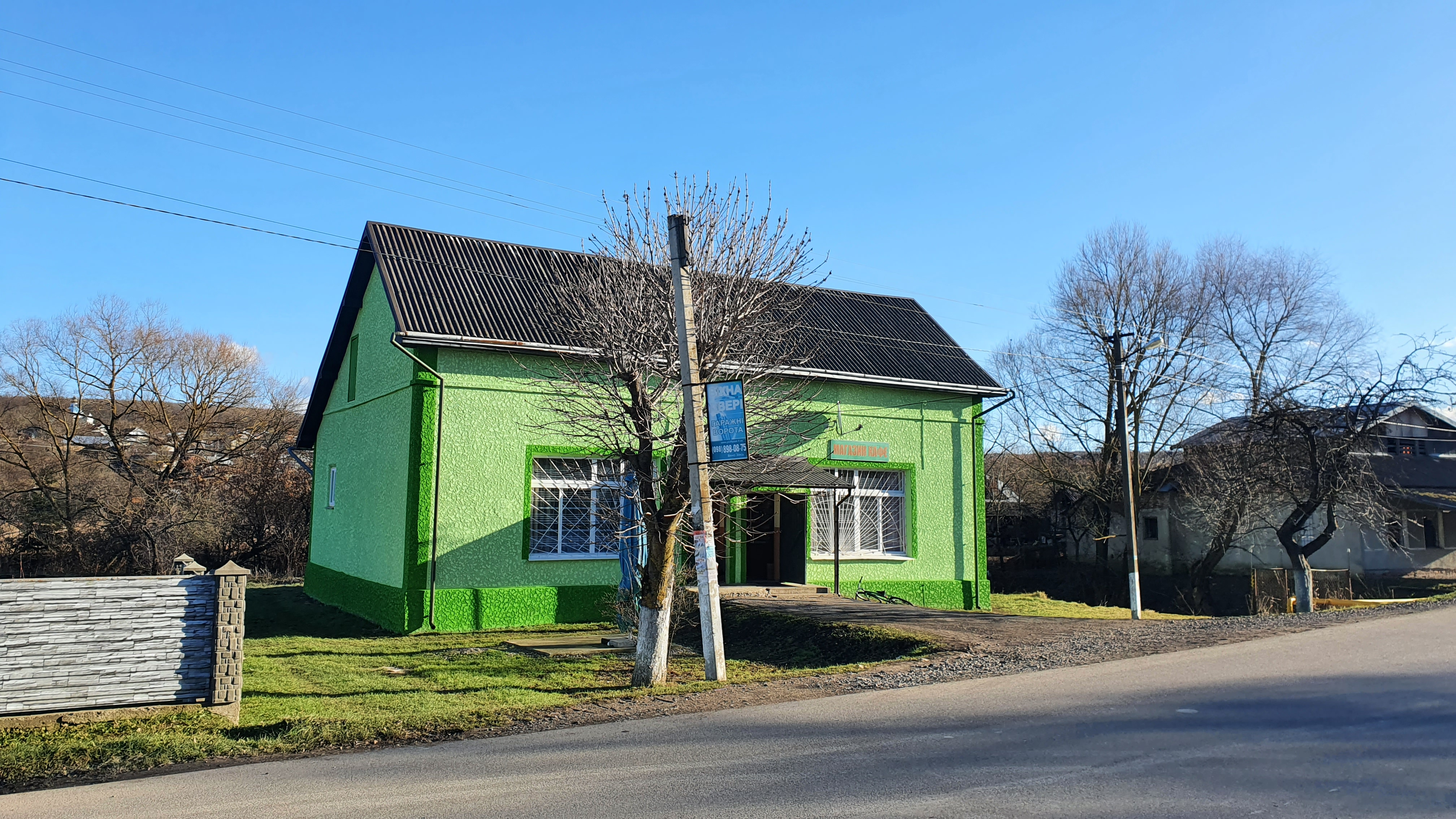
Магазин
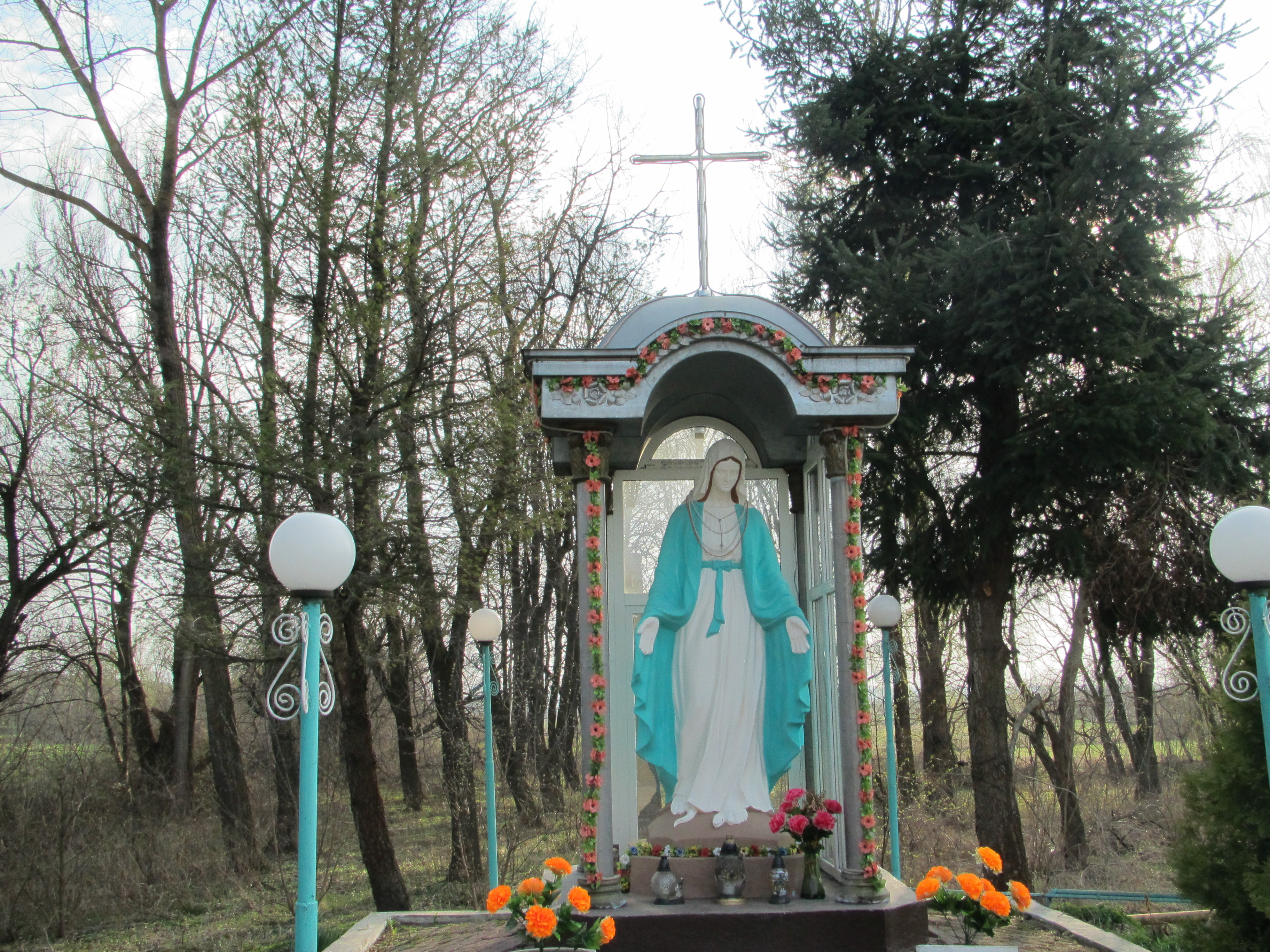
Капличка
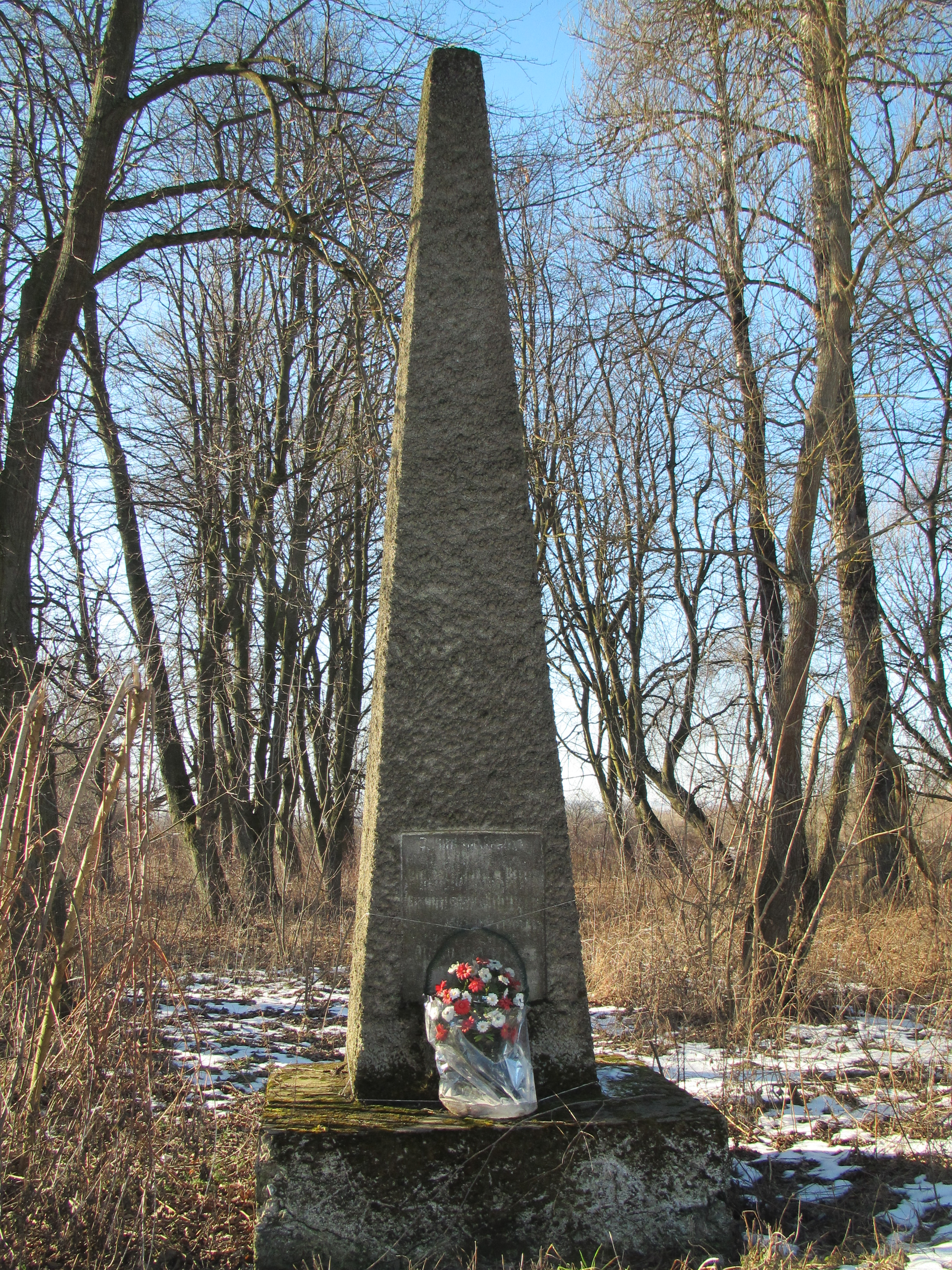
Пам'ятник
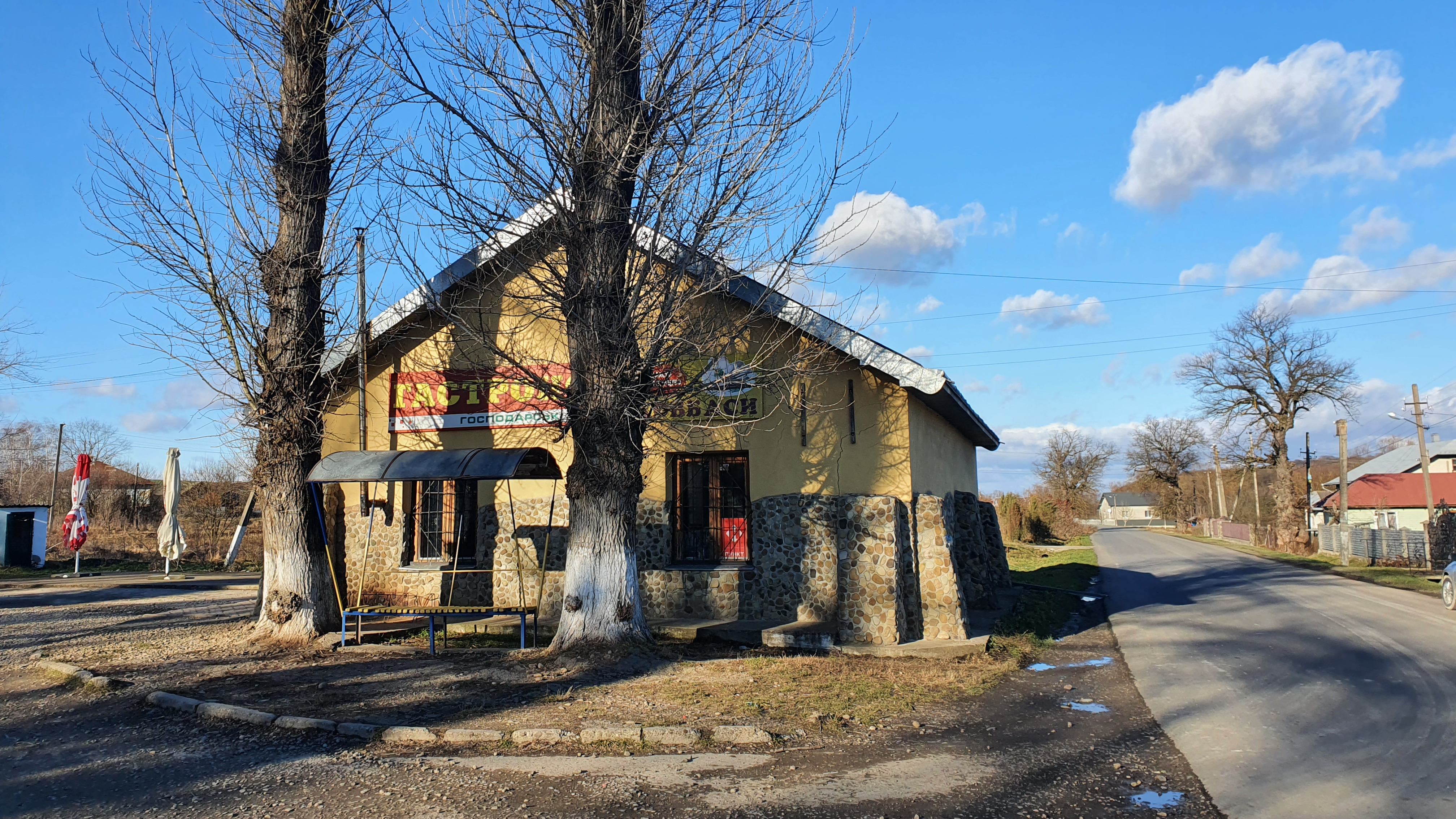
Гастроном
Водосховище
Пам'ятник Т. Г. Шевченку
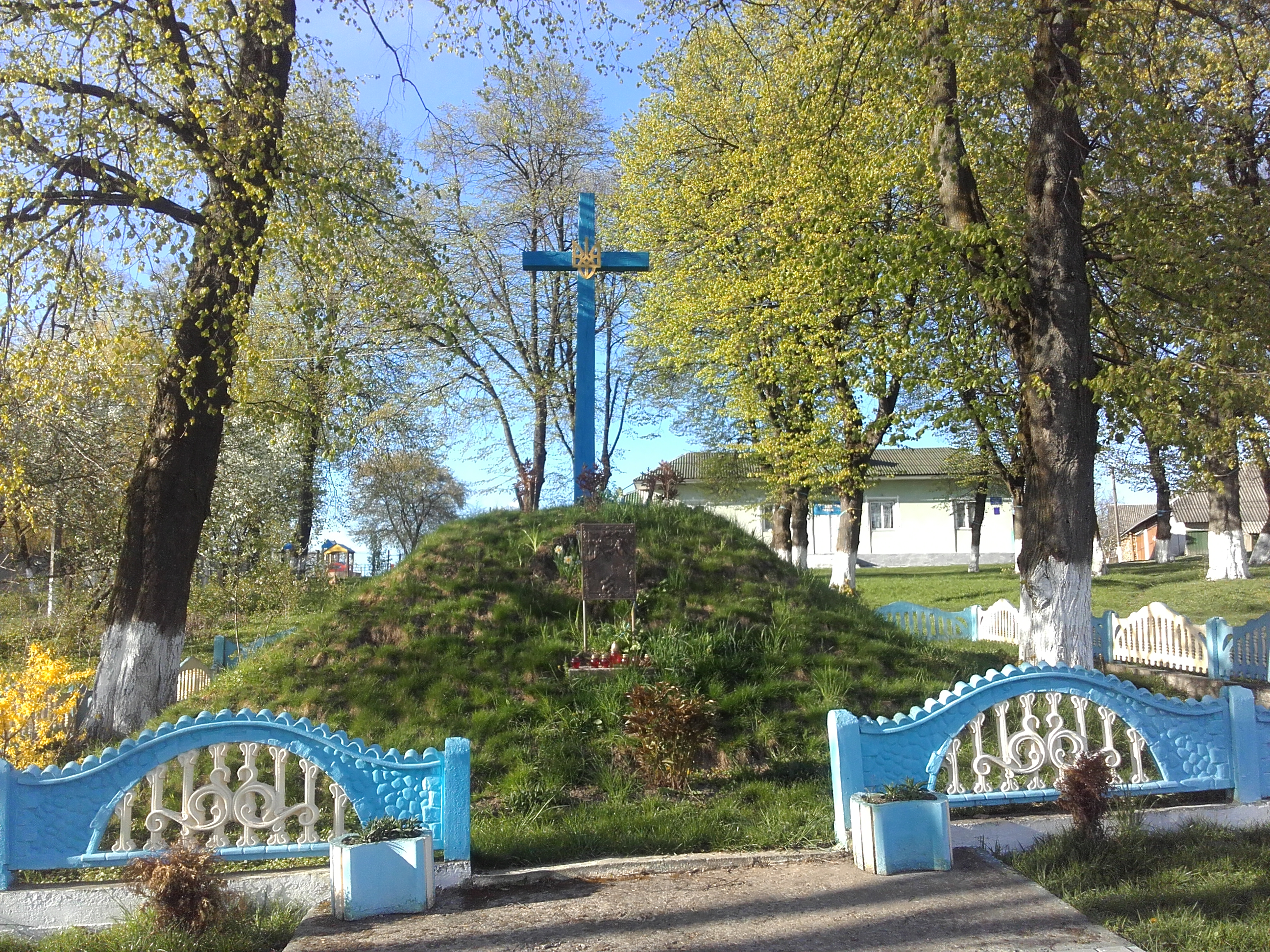
Символічна могила борцям за волю України
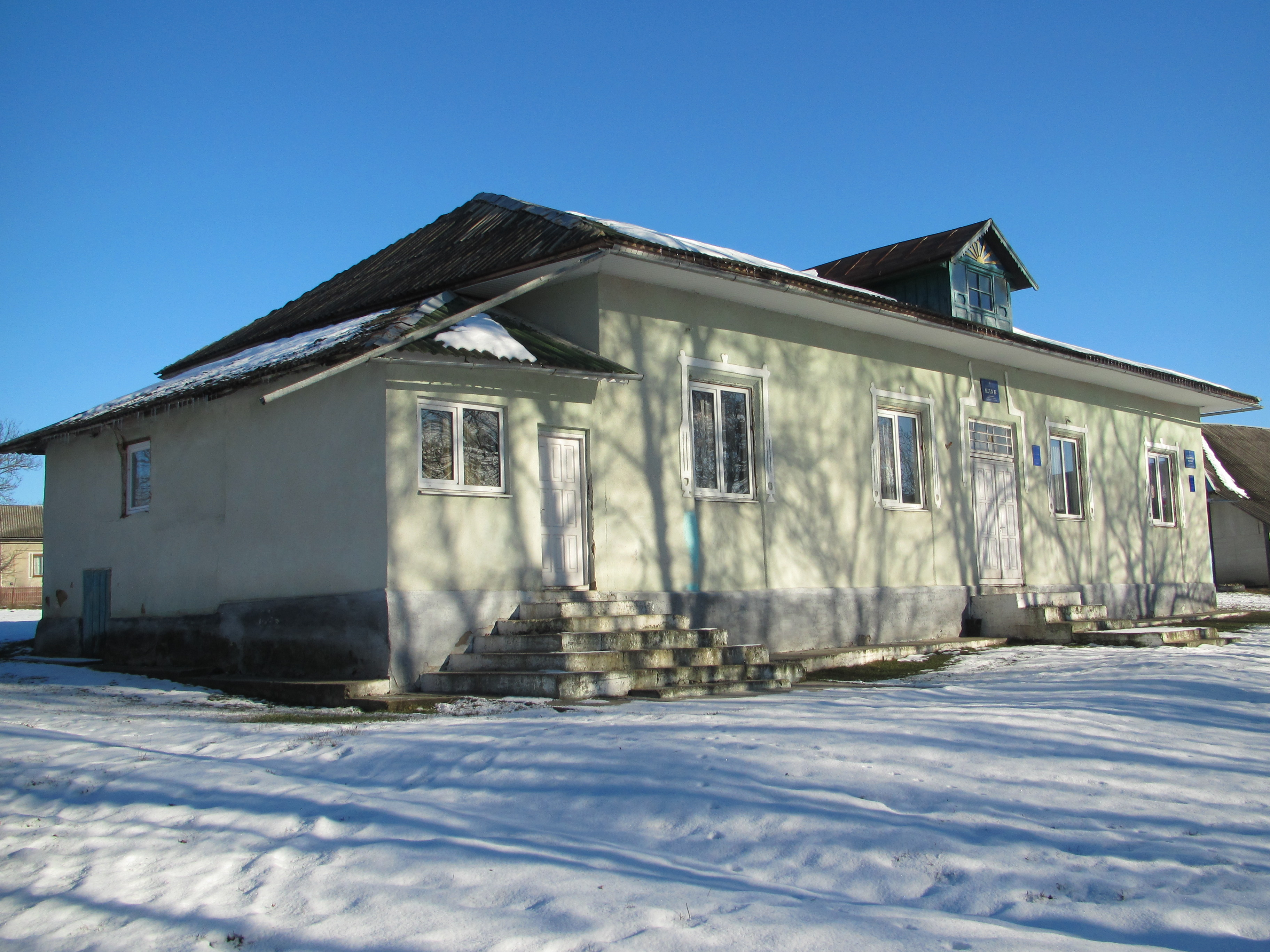
Клуб
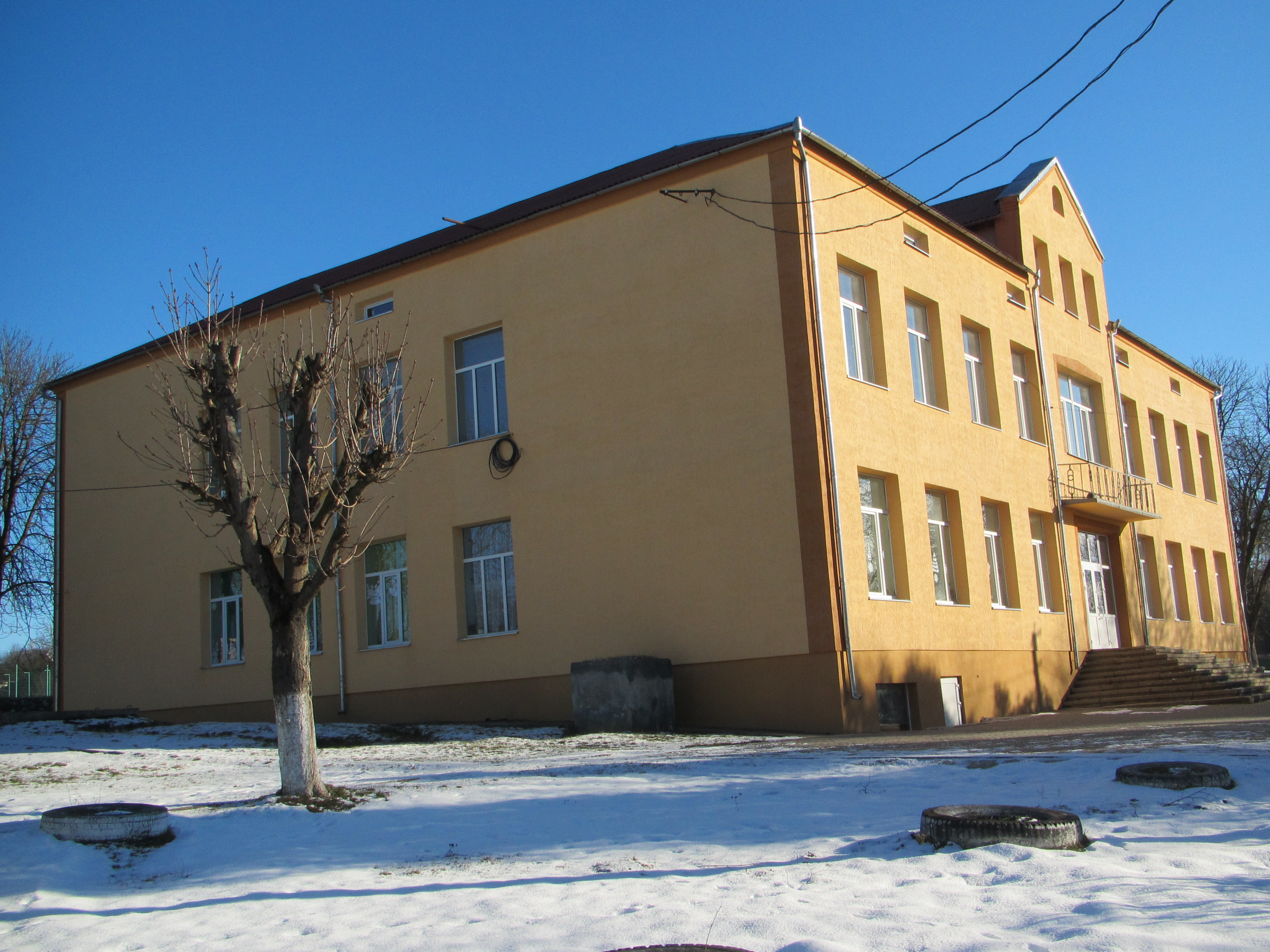
Школа
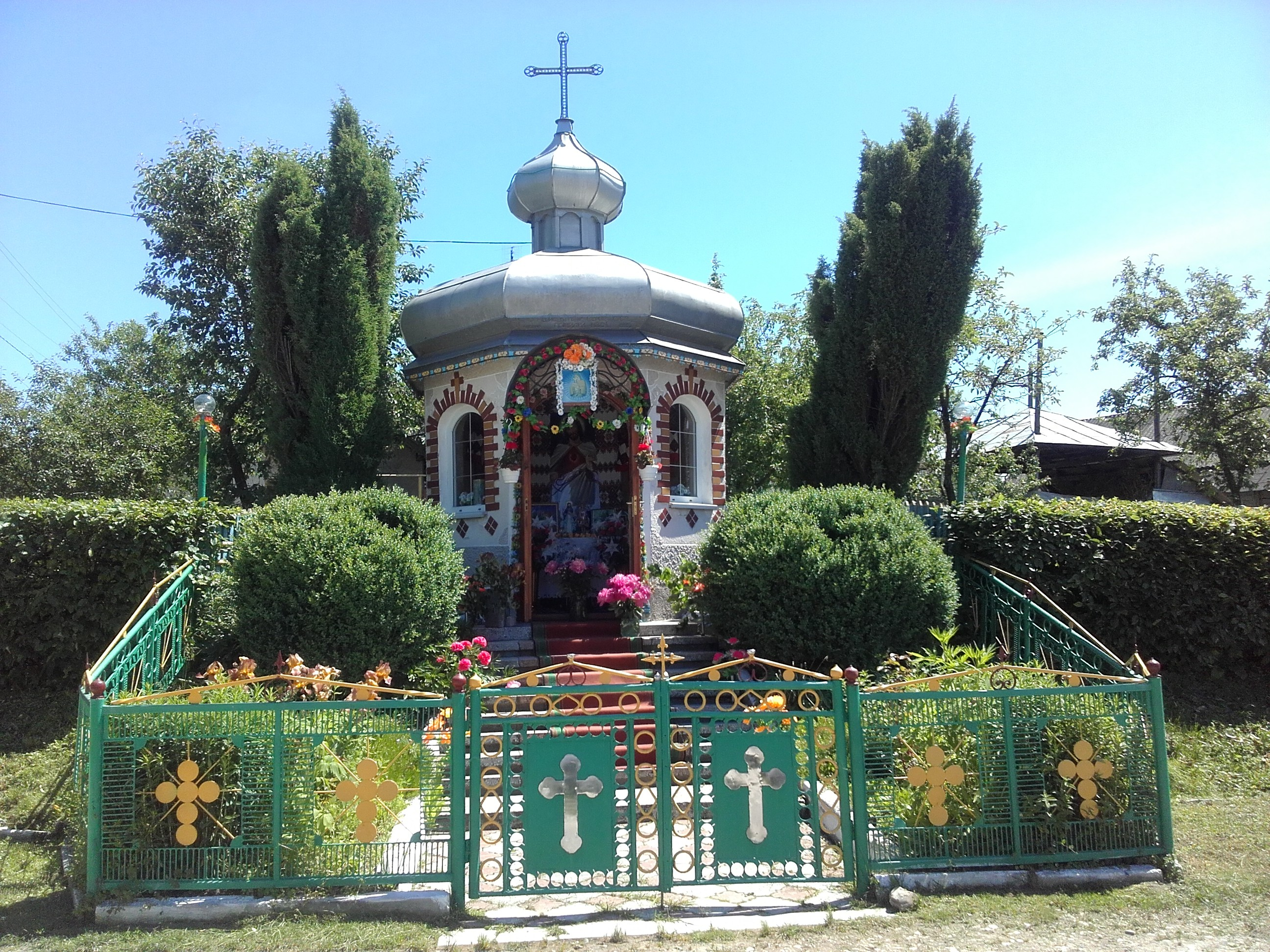
Капличка
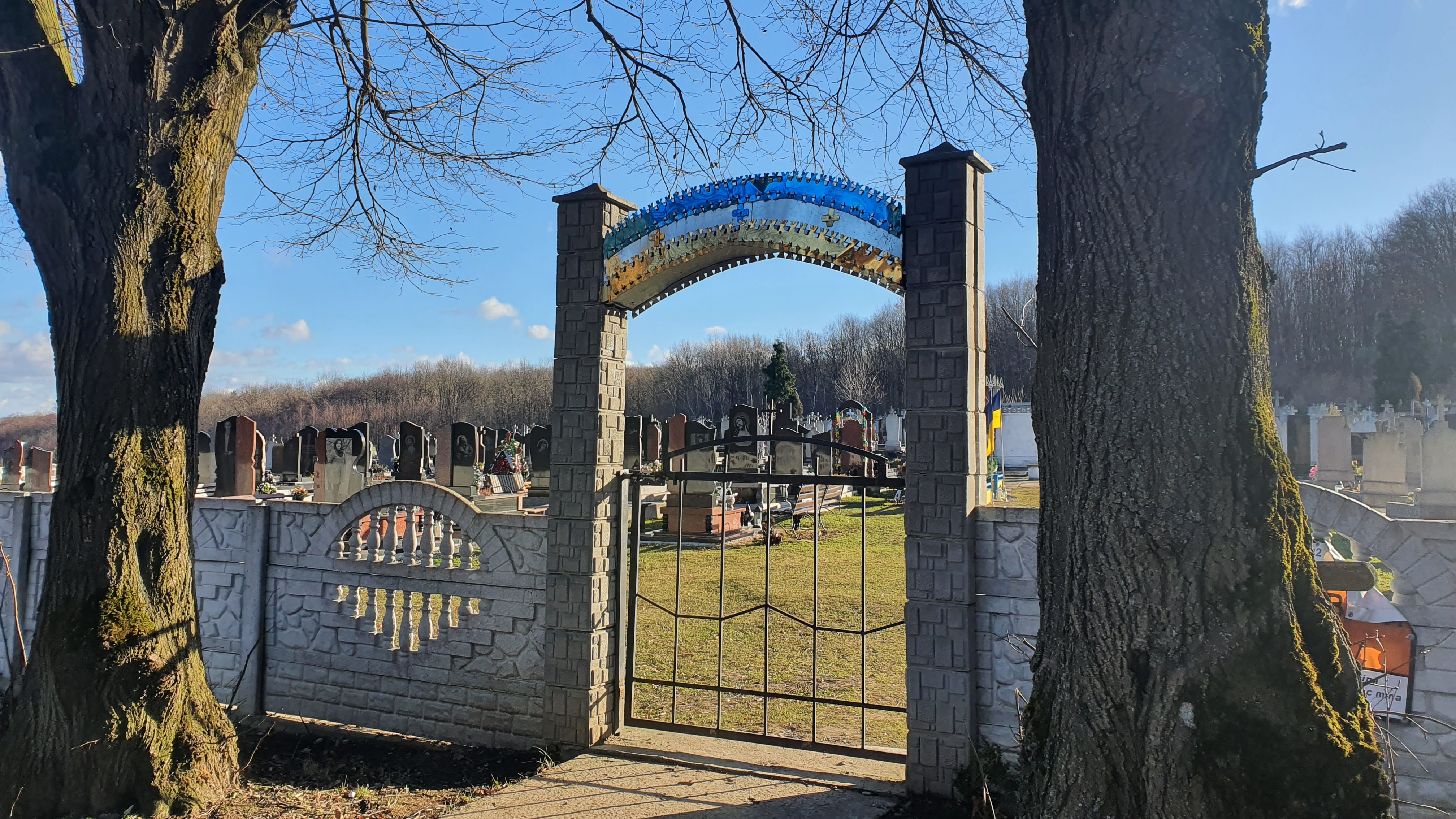
Цвинтар